# 白钮扣蛤
白钮扣蛤（学名：Melliteryx puncticulata），是帘蛤目钮扣蛤科钮扣蛤属的一种。主要分布于韩国、台湾，常栖息在5－80米砂泥底。